# Kósa Béla
Kósa Béla (Budapest, 1956. január 8. –) magyar színművész.

## Életpályája
1974-ben végzett a Landler Jenő Híradás és Gépipari Szakközépiskolában. 1972-1981 között a Metro Színpadon és a Videoton Színpadon szerepelt amatőr színészként. 1981-től a kaposvári Csiky Gergely Színház tagja. 1991-ben gyakorlatos színész, 1994-ben színész minősítést kapott.

## Filmes és televíziós szerepei
- Sose halunk meg (1993)
- Szamba (1996)
- Kisváros (1996-2001)
- Ámbár tanár úr (1998)
- Hippolyt (1999)
- Csocsó, avagy éljen május elsejeǃ (2001)
- Zanox – Kockázatok és mellékhatások (2022)
- A Király (2023)
- Gólkirályság (2023)
- Lefkovicsék gyászolnak (2024)